# رالی قهرمانی جهان ۲۰۱۹
رالی قهرمانی جهان (۲۰۱۹) (انگلیسی: 2019 World Rally Championship) چهل و هفتمین دوره از این دور از مسابقات بین‌المللی بود که توسط فدراسیون بین‌المللی اتومبیل‌رانی (FIA) برگزار شد. بعد از به پایان رسیدن چهاردهمین دوره از رقابتهای تدارکاتی برای مسابقات رالی قهرمانی جهان که توسط تیم‌ها و رانندگان انجام شد، برندگان این رقابتها شامل تولیدکنندگان، رانندگان و کمک رانندگان شرایط ارزیابی نهایی برای تعیین عنوان رالی قهرمانی جهان را پیدا کردند. براساس مقررات جهانی که در سال ۲۰۱۷ توسط فدراسیون بین‌المللی اتوموبیل‌رانی وضع شد، تنها واجدین شرایط تولیدکنندگانی می‌شدند که منطبق با استاندارد فدراسیون در سال ۲۰۱۷ بودند. این مقررات در مرحله دوم رقابت‌های تدارکاتی در هر دوره مورد ارزیابی قرار گرفت و در مرحله سوم رقابتهای قهرمانی رالی جهان ادامه پیدا نکرد.
اوت تاناک راننده استونیایی تیم رالی جهانی تویوتا گازو ریسینگ به همراه هم تیم خود مارتین یارویا که برنده دور سیزدهم مسابقات رالی کاتالونیا شدند و توانستند با برتری بر تیری نویویل، راننده بلژیکی تیم هیوندای از خط پایانی بگذرند، عنوان قهرمانی فصل ۲۰۱۹ رالی جهان را با کسب سی و شش امتیاز از آن خود کردند. سباستین اوجیر و جولیان اینگراسیا مدافع عنوان قهرمانی هم‌اکنون در رده سوم قرار دارند و ده امتیاز عقب مانده‌اند. در رقابتهای شرکت‌های تولیدکننده نیز هیوندای شل موبایل با کسب هجده امتیاز برتری خود را نسبت به تویوتا در اختیار دارد.